# Pích
Pích je malá vesnice, část obce Hlavňovice v okrese Klatovy v Plzeňském kraji. Nachází se asi dva kilometry východně od Hlavňovic. Prochází zde silnice II/171. Pích je také název katastrálního území o rozloze 2,06 km². V katastrálním území Pích leží i Libětice.

## Historie
První písemná zmínka o vesnici pochází z roku 1336.

## Obyvatelstvo
| Rok            | 1869 | 1880 | 1890 | 1900 | 1910 | 1921 | 1930 | 1950 | 1961 | 1970 | 1980 | 1991 | 2001 | 2011 | 2021 |
| -------------- | ---- | ---- | ---- | ---- | ---- | ---- | ---- | ---- | ---- | ---- | ---- | ---- | ---- | ---- | ---- |
| Počet obyvatel | 65   | 85   | 80   | 68   | 63   | 54   | 56   | 36   | 37   | 41   | 29   | 23   | 25   | 21   | 21   |
| Počet domů     | 7    | 10   | 10   | 10   | 10   | 10   | 10   | 10   | 10   | 10   | 7    | 9    | 9    | 9    | 10   |

## Obecní správa
Při sčítání lidu v letech 1850–1959 Pích byl samostatnou obcí v okrese Sušice. Od roku 1960 je částí obce Hlavňovice v okrese Klatovy. V letech 1850–1959 k obci patřily Libětice a Suchá.

## Pamětihodnosti
- Venkovská usedlost čp. 4

## Galerie

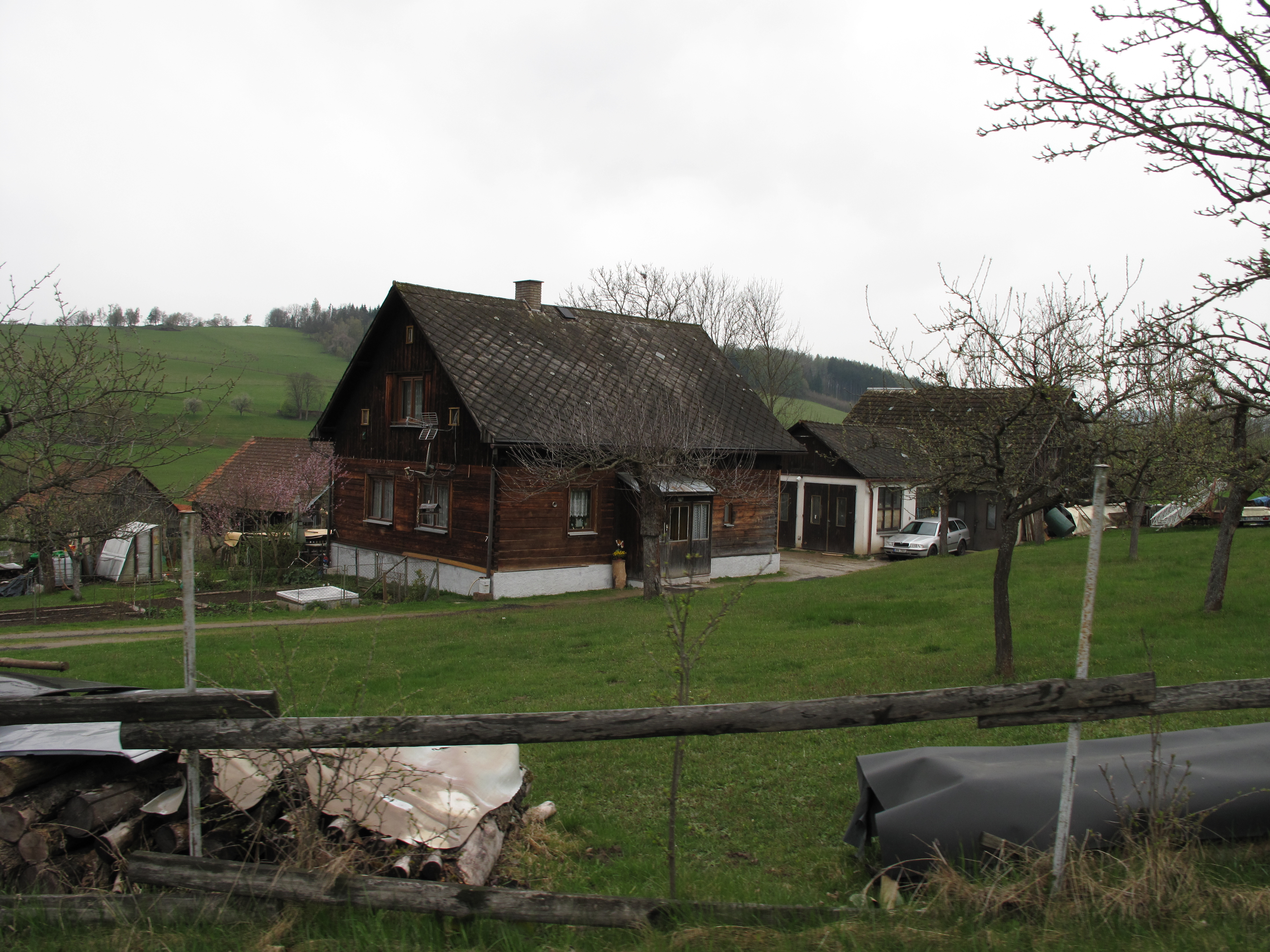
Místní dům
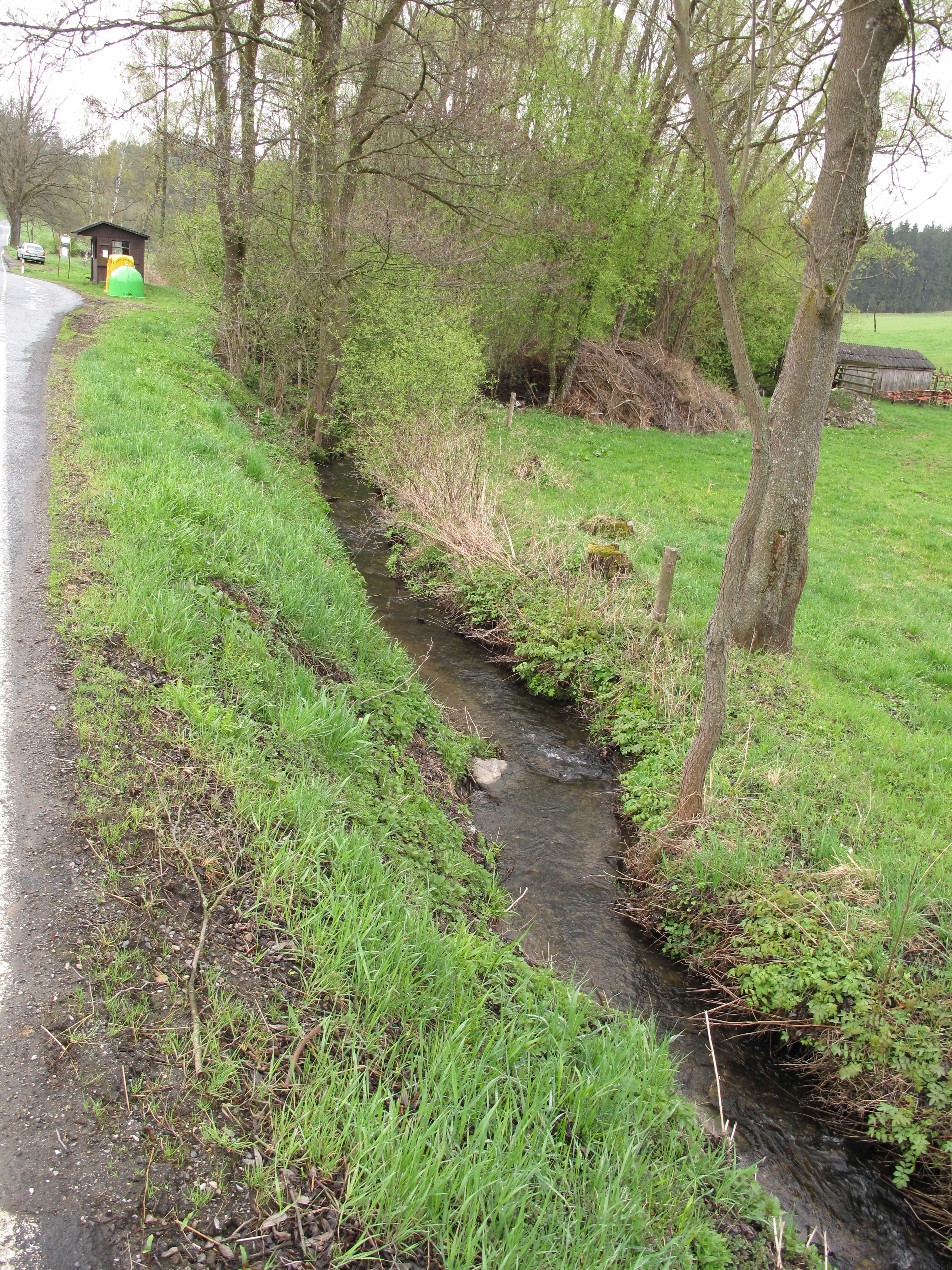
Orlovská svodnice
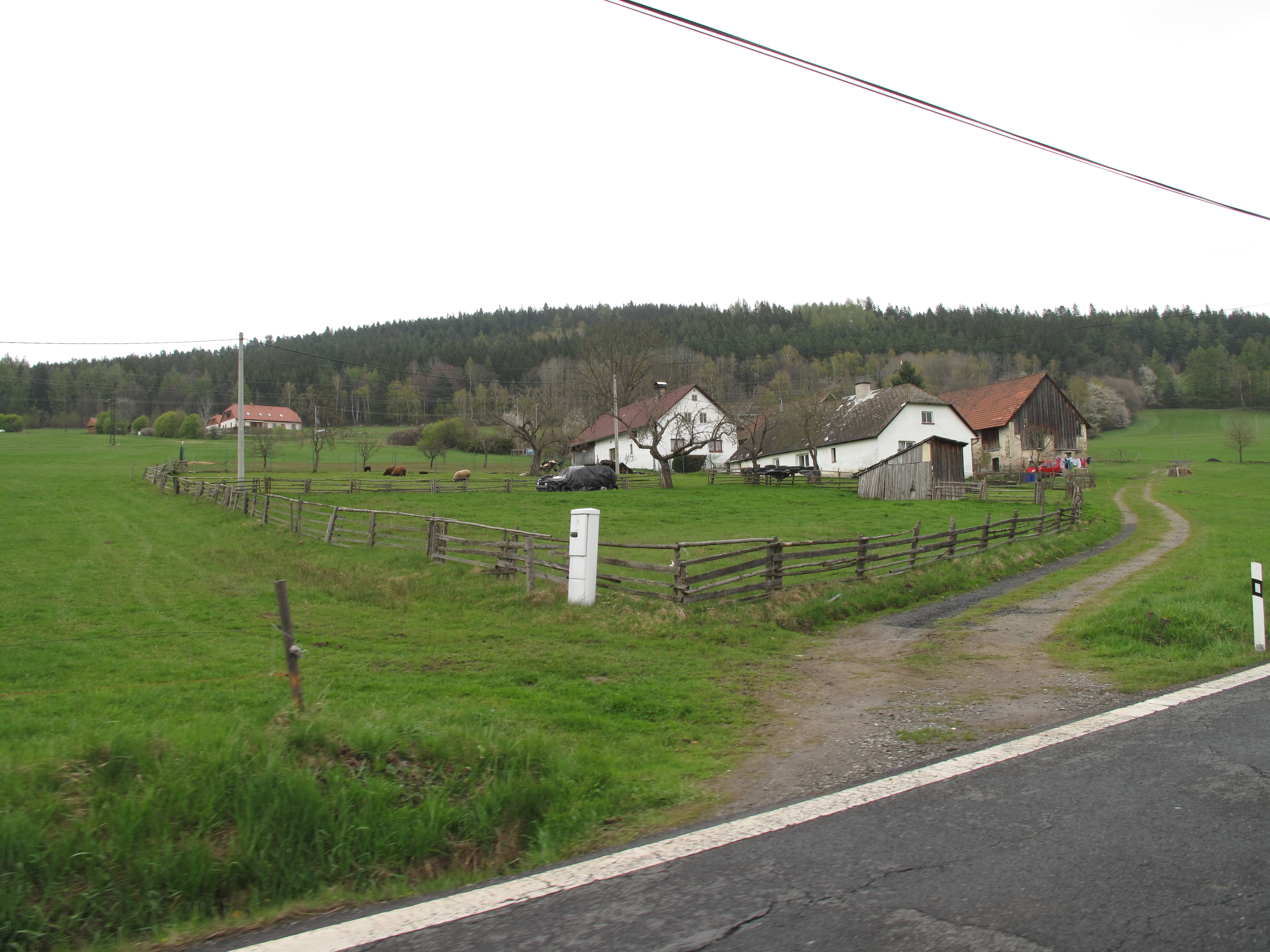
Místní domy